# Polarmail Ledge
Polarmail Ledge är en bergstopp i Antarktis. Den ligger i Östantarktis. Australien gör anspråk på området. Toppen på Polarmail Ledge är 1 885 meter över havet.
Terrängen runt Polarmail Ledge är varierad. Trakten är obefolkad. Det finns inga samhällen i närheten. 